# François Bonamy
François Bonamy (Nantes, 10 maggio 1710 – Nantes, 5 gennaio 1786) è stato un botanico e medico francese.

## Biografia
È stato il nonno dell'avventuriero Paul de la Gironière (1797-1862).
Nel 1735 ha conseguito il dottorato in medicina, e per quasi cinquant'anni, ha insegnato lezioni di botanica. Presso l'Università di Nantes, ha servito come reggente, alla facoltà di medicina, come procuratore generale e come rettore accademico. Nel 1737 è stato nominato Directeur de l'établissement del Jardin des plantes de Nantes. A sue spese, ha mantenuto un giardino botanico, che conteneva piante esotiche.
È stato uno dei membri fondatori della Société d'agriculture de Bretagne e membro dell'Académie des belles-lettres, sciences et arts de La Rochelle.
Il genere botanico Bonamia (famiglia delle Convolvulaceae) è stato chiamato in suo onore da Louis-Marie Aubert du Petit-Thouars.

## Opere principali
- Tentamen therapeuticum de bechicis, J. Martel, Snr., 1776.
- Florae Nannetensis prodromus, Brun, 1782.
- Une épidémie au siècle dernier d'après les notes de François Bonamy, Commentaires par le Dr. Eugène Bonamy. - Nantes: Mme Ve Mellinet, 1886.[2]